# Trends in Analytical Chemistry
Trends in Analytical Chemistry è una rivista scientifica dedicata alla chimica analitica nata nel 1981.
Pubblica review su vari aspetti e ultimi sviluppi, strumentali e non, della chimica analitica.
Nel 2014 il suo impact factor era di 6,472.